# Ерёменко, Дмитрий Сергеевич
 Дми́трий Серге́евич Ерёменко  (укр. Дмитро Сергійович Єременко; род. 20 июня 1990, Харьков) — украинский футболист, полузащитник

## Биография

### Клубная карьера
Воспитанник харьковского футбола. В детско-юношеской футбольной лиге Украины выступал за харьковские ДЮСШ-13 и УФК, в 2007 году попал в луцкую «Волынь». В Первой лиге дебютировал 5 апреля 2007 года в выездном матче против «Львова» (0:2). Осенью 2007 года перешёл в киевское «Динамо». В основном выступал за «Динамо-2» и дубль. В августе 2009 года был отдан в аренду в луцкую «Волынь».
В августе 2010 года перешёл в запорожский «Металлург». В составе клуба дебютировал 22 августа в выездном матче против симферопольской «Таврии» (0:2). По итогам сезона 2010/11 «Металлург» занял последнее 16 место и вылетел в Первую лигу Украины. В том сезоне Дмитрий провёл 19 матчей в чемпионате и 2 матча в Кубке.
Летом 2011 года подписал трёхлетний контракт с харьковским «Металлистом». В составе команды в Премьер-лиге Украины дебютировал 16 июля 2011 года во 2 туре турнира сезона 2011/12 в домашнем матче против луганской «Зари» (3:2), Ерёменко вышел на 66 минуте вместо Джонатана Кристальдо.
В сентябре 2013 года перешёл в чешский «Богемианс 1905» на правах аренды. Незадолго до подписания контракта Ерёменко дал интервью, в котором признался, что переход в «Металлист» обернулся для него застоем в карьере и он готов согласиться на худшие условия, лишь бы получать игровую практику.
В июле 2014 года подписал контракт с дебютантом Украинской Премьер Лиги — донецким «Олимпиком».
В апреле 2015 года перешёл в белорусский «Слуцк». В новом клубе Дмитрий получил номер 9.Начинал сезон основным игроком, но 25 апреля в матче против «Минска» получил травму, и выбыл до июня. 1 июля 2015 года «Слуцк» разорвал контракт с Ерёменко.
В августе 2015 года ФК «Говерла» (Ужгород) подписала контракт с Дмитрием Ерёменко.

### Карьера в сборной
Выступал за юношескую сборную Украины до 17 лет. В составе юношеской сборной до 19 лет — чемпион Европы 2009 года. Во время финальной части чемпионата, которая проходила в Донецке и Мариуполе, принял участие во всех пяти матчах украинской команды.

## Достижения
- Чемпион Европы среди юношей (до 19 лет): 2009